# 75 км Кувшинка
75 км Кувшинка (рос. 75 км Кувшинка) — населений пункт (тип: залізнична платформа) у Тогучинському районі Новосибірської області Російської Федерації.
Входить до складу муніципального утворення Буготацька сільрада. Населення становить 16 осіб (2010).

## Історія
Згідно із законом від 2 червня 2004 року органом місцевого самоврядування є Буготацька сільрада.

## Населення
| 2002 | 2007 | 2010 |
| ---- | ---- | ---- |
| 16   | ↘15  | ↗16  |